# Wehingen
Wehingen település Németországban, azon belül Baden-Württembergben. Lakosainak száma 3742 fő (2023. december 31.). Wehingen Gosheim, Deilingen, Bubsheim és Reichenbach am Heuberg községekkel határos.

## Népesség
A település népessége az elmúlt években az alábbi módon változott:
| Lakosok száma | 2117 | 2637 | 3115 | 3181 | 3161 | 3599 | 3709 | 3729 | 3569 | 3742 |
|               | 1961 | 1967 | 1974 | 1980 | 1987 | 1993 | 2000 | 2006 | 2013 | 2023 |